# 第3環状線駅
第3環状線駅またはヴァインダイ・バー駅（ベトナム語：Ga Vành đai 3 / 𥩤栐帶3?、英語: Vanh Dai 3 Station）はベトナムのハノイ市タインスアン区に位置するハノイ都市鉄道の駅である。

## 利用可能な路線
ハノイ都市鉄道
2A号線

## 隣の駅
ハノイ都市鉄道
2A号線
トゥオンディン駅 - 第3環状線駅 - フンコアン駅